# Chamousset
Chamousset é uma comuna francesa na região administrativa de Auvérnia-Ródano-Alpes, no departamento da Saboia. Estende-se por uma área de 6.31 km². Em 2010 a comuna tinha 607 habitantes (densidade: 96,2 hab./km²).